# روبرت هارتینگ
روبرت هارتینگ (به آلمانی: Robert Harting) ورزشکار آلمانی دو و میدانی و قهرمان جهان در مادهٔ پرتاب دیسک است. او برادر بزرگ‌تر کریستوف هارتینگ است.

## زندگی شخصی
هارتینگ ورزش پرتاب دیسک را از ۱۱ سالگی شروع کرد و قبل از این سن او در رشتهٔ هندبال بازی می‌کرد. او در ارتش آلمان مشغول به کار است و رشتهٔ تحصیلی او ارتباطات است.
هارتینگ در باشگاه ورزشی SCC برلین زیرنظر وارنر گلدمن به پرتاب دیسک می‌پردازد.
پدر و مادر او (بِتینا و گِرد) در رشتهٔ پرتاب گوی شرکت می‌کردند.

## در المپیک
وی در بازی‌های المپیک تابستانی ۲۰۱۲ شهر لندن با پرتابی به میزان ۶۸ متر و ۲۷ سانتیمتر، بالاتر از احسان حدادی به مقام قهرمانی و نشان طلای این مسابقات رسید.
در همان شب هارتینگ در حالی که با دوستانش از جشن در یک کشتی تفریحی بازمی‌گشت، در مترو کارت شناسایی و دیگر لوازمش دزدیده شد. رسانه‌های گوناگون اعلام کردند نشان طلای این ورزشکار نیز دزدیده شده، در حالی که نشان‌های پرتاب دیسک بازی‌ها آن شب توزیع نشده بود و فرداشبِ مسابقه به ورزشکاران اهدا شد.

## پرتاب‌ها
- المپیک لندن ۲۰۱۲= ۶۸٫۲۷ متر
- هلسینکی ۲۰۱۲= ۶۸٫۳۰ متر
- کره جنوبی ۲۰۱۱= ۶۸٫۹۷ متر
- آلمان ۲۰۰۹ (رکورد شخصی)= ۶۹٫۴۳ متر